# 김민우 (1999년)
김민우(1999년 7월 3일 ~ )는 대한민국의 축구 선수이며, 포지션은 수비수이다.